# Gestaltungstherapie
Der Begriff Gestaltungstherapie wird in der Regel für einige tiefenpsychologische Ansätze der Kunsttherapie verwendet, die das bildnerische Gestalten unter therapeutischen Bedingungen begrifflich von professionellem künstlerischem Schaffen, das sich mit dem Wort Kunst verbindet, unterscheiden wollen. Die tiefenpsychologisch fundierte Gestaltungstherapie bezieht sich auf theoretische Modelle der Psychoanalyse, der Ich-Psychologie und der Objektbeziehungstheorie sowie auf Erkenntnisse der Analytischen Psychologie von C. G. Jung.

## Beschreibung
Die tiefenpsychologisch orientierte Gestaltungstherapie geht, ausgehend von der Betrachtung der Gestaltung als „Symptom und Ausdruck unbewusster innerer Prozesse“, auf die psychoanalytische Theoriebildung zurück und schließt an die analytische Psychologie von C. G. Jung und darauf beruhende Konzepte einer psychodynamisch orientierten Kunsttherapie an, wie sie von M. Naumburg in den 1940er Jahren in Amerika entwickelt wurde. Die Gestaltungstherapie kann begrifflich leicht mit der Gestalttherapie verwechselt werden, die nicht zu den künstlerischen Therapien zählt, sondern ein besonderes Psychotherapieverfahren ist, das den Zusammenhang von Körper, Geist und Seele als ganze Gestalt auffasst und das Individuum in Beziehung zu seiner Umgebung sieht und versteht.
In der Gestaltungstherapie wird mit bildnerischen Materialien wie Farben, Ton, Holz oder Stein kreativ gearbeitet. Hierbei geht es nicht um die künstlerische Betätigung an sich mit dem Ziel ein Kunstwerk zu schaffen, sondern um die Möglichkeit Unbewusstes bildlich zu symbolisieren, zu bearbeiten und zu integrieren. Über die Art und Weise, wie der Klient gestaltet und über das Ergebnis des kreativen Prozesses kann Unbewusstes sichtbar werden. Durch eine anschließende Reflexion kann die Gestaltungstherapie so zu einer vertieften Selbsterfahrung beitragen. Die Kunstpsychotherapeutin Gertraud Schottenloher schreibt: „Über das Gestalten lerne ich mich besser kennen und kann gleichzeitig Geschehenes verarbeiten.“
Gertraud Schottenloher hat als gestaltungstherapeutische Methode das „Messpainting“ eingeführt, bei dem durch spontanes Malen die Kreativität angeregt werden soll. Die Bilder entstehen hier innerhalb von etwa zwei Minuten aus einem ungehemmten Bewegungsablauf, bis etwa 10–14 Bilder gemalt worden sind. In diesem sich immer wiederholenden Prozess kann unbewusstes Material auftauchen, sichtbar und bearbeitet werden.
Die Gestaltungstherapie wird häufig begleitend zu einer stationären Psychotherapie in der Gruppe durchgeführt. Von Elisabeth Tomalin stammt der Ansatz einer interaktionellen Kunst- und Gestaltungstherapie in der Gruppe, wobei die Gruppe entscheidenden Anteil an der Interpretation und Deutung der entstandenen Bilder hat. Dabei ist es die sprachliche Metapher, die in der Therapie als „Gleichnis“ den Klienten „entlastet“ und aus Bildgestaltungen neue Bedeutungen erschließt. Tomalin und Schauwecker stellen so auch einen Anschluss zur Ansatz der Themenzentrierten Interaktion nach Ruth Cohn her, in der sie beide als Lehrende tätig waren.